# Prepona pseudojoiceyi
Prepona pseudojoiceyi is een vlinder uit de familie van de Nymphalidae. De wetenschappelijke naam van de soort is voor het eerst geldig gepubliceerd in 1932 door Eugène Le Moult.